# Prionyx radoszkowskyi
Prionyx radoszkowskyi är en biart som först beskrevs av Kohl 1888.  Prionyx radoszkowskyi ingår i släktet Prionyx och familjen grävsteklar. Inga underarter finns listade i Catalogue of Life.